# Amidostomum anseris
Amidostomum anseris är en rundmaskart. Amidostomum anseris ingår i släktet Amidostomum, och familjen Amidostomatidae. Arten är reproducerande i Sverige.